# Гутеборн
Гутеборн (њем. Guteborn) општина је у њемачкој савезној држави Бранденбург. Једно је од 25 општинских средишта округа Обершпревалд-Лаузиц. Према процјени из 2010. у општини је живјело 590 становника. Посједује регионалну шифру (AGS) 12066120.

## Географски и демографски подаци
Гутеборн се налази у савезној држави Бранденбург у округу Обершпревалд-Лаузиц. Општина се налази на надморској висини од 114 метара. Површина општине износи 16,6 km². У самом мјесту је, према процјени из 2010. године, живјело 590 становника. Просјечна густина становништва износи 35 становника/km².